# 1,3-Butandiol
1,3-Butandiol ist eine chemische Verbindung aus der Gruppe der Alkohole, genauer der Diole bzw. der Butandiole.

## Vorkommen

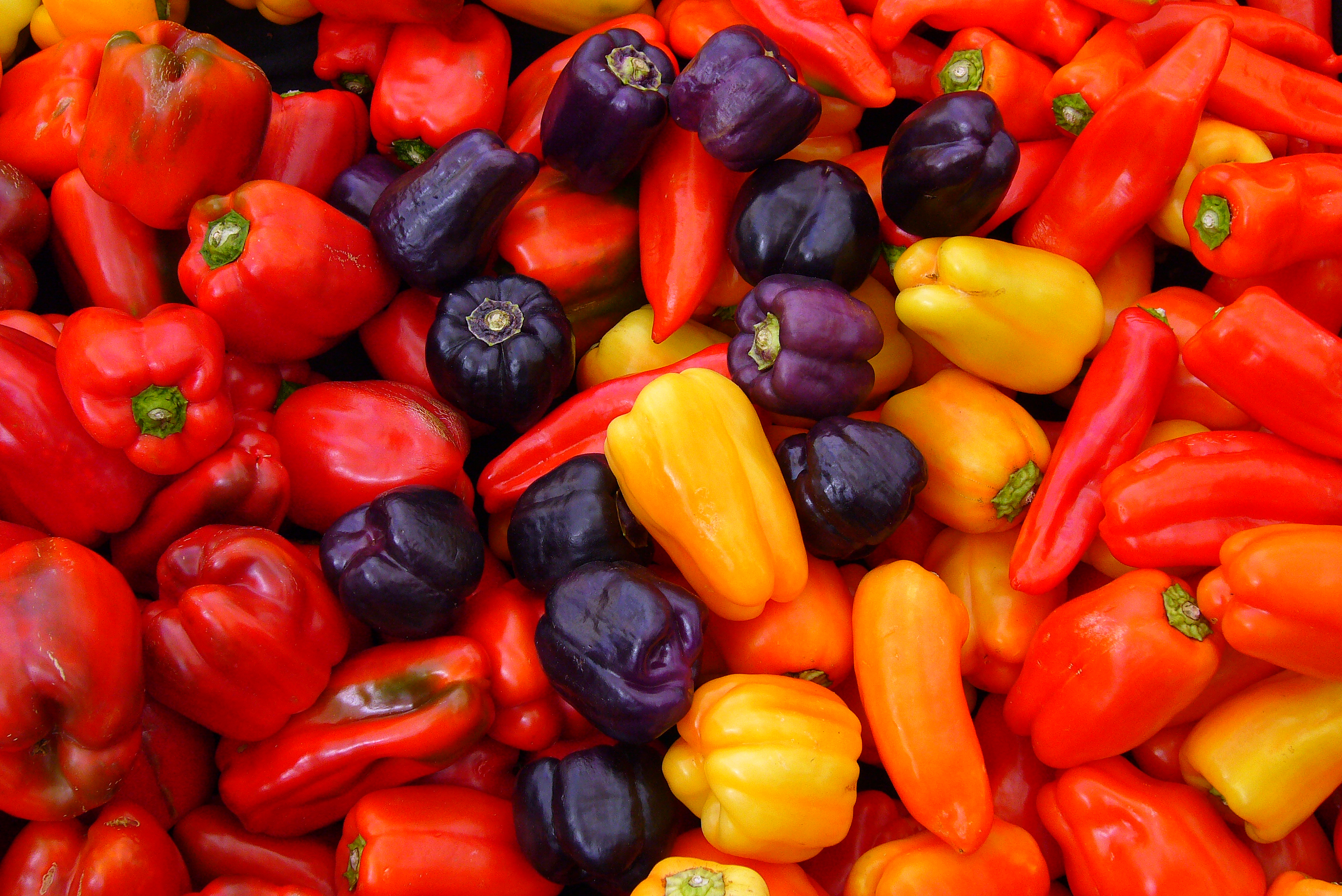
Spanischer Pfeffer

Natürlich kommt 1,3-Butandiol in Spanischem Pfeffer (Capsicum annuum) und Gewürzvanille (Vanilla planifolia) vor.

## Gewinnung und Darstellung
Durch basenkatalysierte Aldolkondensation von Acetaldehyd wird im ersten Schritt 3-Hydroxybutanal gewonnen. Dieses kann durch Hydrierung, zum Beispiel an Raney-Nickel, zu 1,3-Butandiol weiterverarbeitet werden.
Ein mögliches Folgeprodukt ist das durch säurekatalysierte Dehydratisierung gewonnene 1,3-Butadien.

## Eigenschaften
1,3-Butandiol, der synonym auch als 1,3-Butylenglycol bezeichnet wird, ist eine kettenförmige organische Verbindung, die aus vier Kohlenstoff- und acht Wasserstoffatomen sowie zwei Hydroxygruppen besteht und somit ein Diol ist. 1,3-Butandiol hat ein Chiralitätszentrum am C3-Kohlenstoff.
Die Verbindung ist mischbar mit Wasser, Aceton und Diethylether und löslich in Ölen und Ethanol. Der Flammpunkt liegt bei 116 °C, die Zündtemperatur bei 375 °C und die Explosionsgrenzen zwischen 1,9 Vol.-% (unter Explosionsgrenze) und 12,6 Vol.-% (obere Explosionsgrenze).

## Verwendung
1,3-Butandiol wird hauptsächlich als Zwischenprodukt für die Herstellung von Weichmachern für Kunststoffe verwendet.
Da es ungiftig ist und eine leichte bakteriostatische und fungizide Wirkung besitzt, kann es in Tensiden oder Lösungsmitteln für Aromastoffe genutzt werden.
Es wird als Teil von Ohrentropfen (Otobacid N) mit antibiotischer und fungizider Wirkung verwendet.